# Pleń

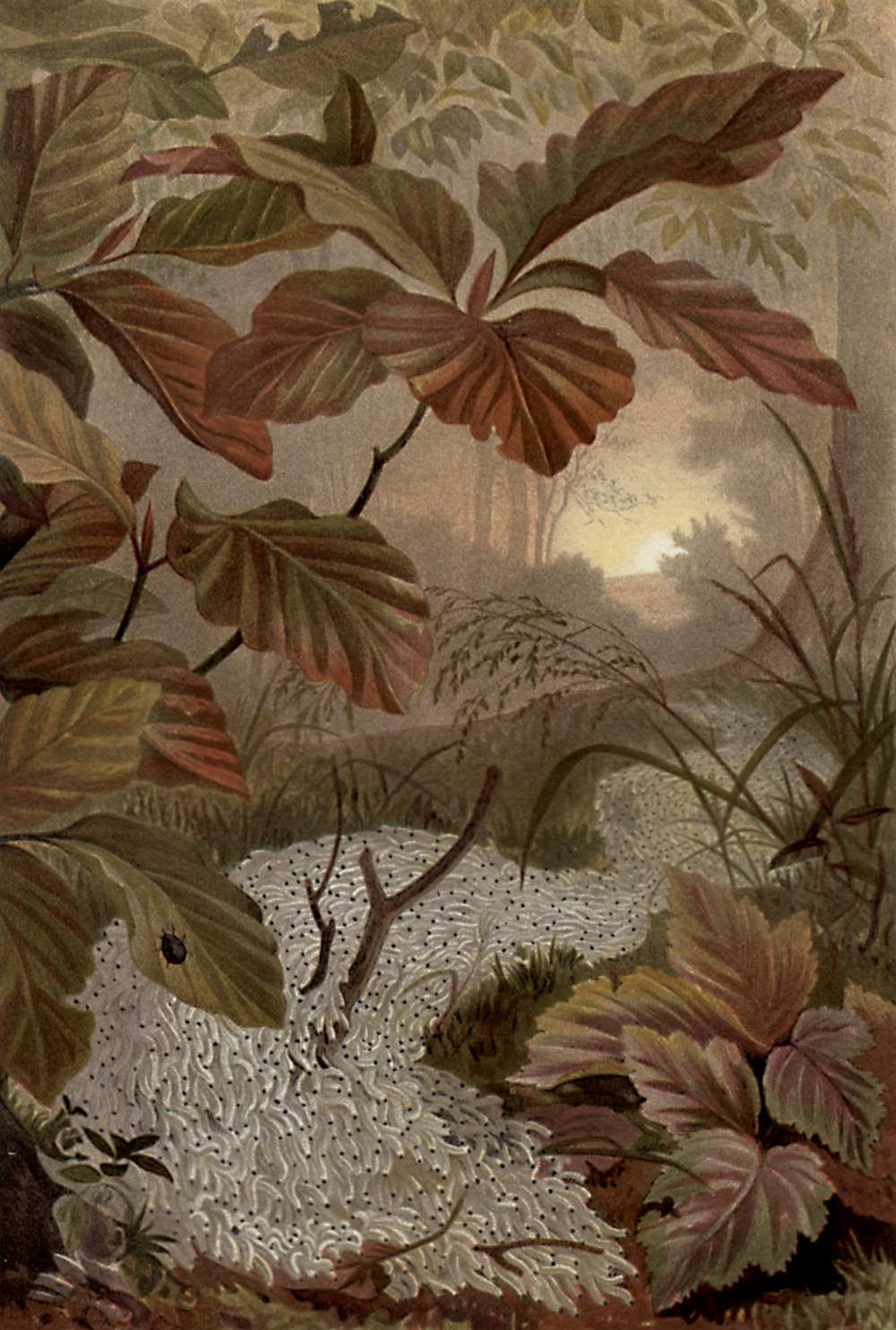
Pleń na ilustracji z Życia zwierząt Alfreda Brehma

Pleń (robak hufcowy) – pełznąca masa, złożona z tysięcy maleńkich larw muchówki z gatunku ziemiórki pleniówki.
Pleń jest niezwykle rzadkim zjawiskiem, a przyczyna wędrówki larw do dziś nie została poznana. Pierwszym zoologiem, który zwrócił uwagę na to zjawisko, był związany z Gryfowem Śląskim i Jelenią Górą Caspar Schwenckfeld. Pod nazwą Ascarides militares opisał on pleń w wydanej w 1603 r. w Legnicy pracy pt. „Theriotropheum Silasiae”, będącej uporządkowanym opisem fauny Śląska.
Pojawienie się plenia było czasem uznawane za przepowiednię nieszczęść. Obserwowany na obszarach górzystych (a także 11 razy w Puszczy Białowieskiej), pleń był czasem obiektem zabiegów magicznych, np. górale tatrzańscy zbierali pleń, suszyli, święcili, a następnie rozsypywali w stodołach i stajniach, gdzie miał zapewnić dobrobyt. Pleń ciągnący ku północy miał być zwiastunem dobrych zbiorów.
Erazm Majewski opisał pleń w powieści dla młodzieży Doktor Muchołapski. Fantastyczne przygody w świecie owadów.